# Barwick and Stoford
Barwick and Stoford är en civil parish i Storbritannien. Den ligger i grevskapet Somerset och riksdelen England, i den södra delen av landet, 190 km väster om huvudstaden London. 
De två största byarna är Barwick och Stoford.